# 34584 Martintowner
34584 Martintowner è un asteroide della fascia principale. Scoperto nel 2000, presenta un'orbita caratterizzata da un semiasse maggiore pari a 2,690054 UA e da un'eccentricità di 0,123723, inclinata di 14,302641° rispetto all'eclittica. Ha un diametro di 4,181 km e un periodo di rotazione di 10,6332 ore.